# David Calabria
David Calabria (Roma, 1º settembre 1970) è un ex giocatore di calcio a 5 e allenatore di calcio a 5 italiano.

## Carriera

### Giocatore
Inizia a giocare a calcio nel 1980 nel settore giovanile della Società Sportiva Lazio nel ruolo di portiere, approdando al calcio a 5 nel 1986. Dopo gli inizi di carriera a Roma (Tevere Remo, Zeffiro Ladispoli, Roma Barilla, Roma RCB, Fiumicino) comincia il suo itinerare per l'Italia: Cagliari, Associazione Sportiva Augusta, ITCA Torino (con cui vince una Coppa Italia e una Supercoppa italiana), AF Firenze Calcio a 5 e Prato Calcio a 5, dove termina la sua carriera nel 2000 in seguito a un grave infortunio alla spalla. Nel corso della sua carriera ha totalizzato 501 presenze in serie A e 15 presenze con la maglia della nazionale, più altre 16 presenze con la selezione universitaria. Il suo palmarès comprende un titolo nazionale under 18, un trionfo nel Torneo dei Campioni - Under 18 (Praga 1989), un Campionato del Mondo Universitario (1990), un premio come miglior portiere ai mondiali universitari di Malaga (1992) e una vittoria nel Mundialito (1994).

### Allenatore
Comincia la sua attività di allenatore quando è ancora in attività di giocatore: allena infatti il Fiumicino Juniores nel 1994 vincendo prima il titolo provinciale, poi il titolo regionale; nel 1995 guida la prima squadra del Fiumicino 5, vincendo il campionato di Serie D. A seguire si concentra quindi solo sulla carriera di giocatore, terminata la quale riprende ad allenare nel 2000: in questo anno, alla guida del Torrino, vince in due anni due campionati consecutivi passando dalla serie C (dove a suo tempo stabilì il record di punti nella storia di categoria) alla serie A2. Nel 2003 passa come Direttore Tecnico all'Ostia calcio a 5, ottenendo l'ennesima promozione dalla serie B alla serie A2. Nella stagione 2004-2005 è il Commissario Tecnico della Rappresentativa Regionale di Calcio a 5, con cui è Campione d'Italia al Torneo delle Regioni (Umbria 2005). Nella stagione 2005-2006 allena la Stella Azzurra Ostia, mentre a giugno 2006 vince nuovamente il Torneo delle Regioni (fase interregionale) con la Rappresentativa Regionale del Lazio. Nella stagione 2006-2007 svolge il ruolo di Direttore Tecnico nel Pomezia calcio a 5, squadra che raggiunge i play-off per la promozione in A2. Nel biennio 2007-2009 allena l'Albano calcio a 5; nel biennio 2009-2011 allena la Queen's Capitolina Calcio a 5, di cui nella stagione 2011-2012 diventa il Responsabile del Settore Giovanile: in quest'anno la società vince la Coppa Disciplina in tutte e tre le squadre giovanili. Nel 2012-2013 diventa Responsabile Tecnico di tutti i portieri della Capitolina, e al contempo è preparatore dei portieri della Virtus Roma C5, serie A femminile. Nella stagione 2013-2014 è allenatore della Serie A Lazio Femminile Calcio a 5, con cui conquista la Coppa Italia 2014, lo Scudetto 2014 e stabilisce il record nella storia del futsal maschile e femminile A nazionale con 34 vittorie in 34 partite. Nella stagione 2014-2015 è Commissario tecnico della Rappresentativa Giovanissimi, con cui diventa Vice Campione d'Italia, e della Rappresentativa Femminile, con cui ottiene il podio del terzo posto. Nelle stagioni 2015-2018 è allenatore della Virtus Ciampino, serie A femminile, con cui raggiunge tre finali Play Off in tre anni. Nel 2016 vince lo Scudetto con la Rappresentativa Giovanissimi calcio a 5 del Lazio al Torneo delle Regioni, e l'anno successivo è Vice Campione d'Italia con la stessa Rappresentativa. Dal 2018 al 2022 allena il Progetto Futsal Femminile, con cui completa un percorso storico, vincendo in quattro anni la serie D ( Campionato e Coppa), la serie C, i play off di serie A2 approdando nella massima categoria della serie A. Nella stagione 2022-2023 allena la Sabina Lazio Calcetto femminile di serie A2, con cui ottiene il secondo posto e raggiunge i play off. Nella Stagione 2023-2024 allena di nuovo il Progetto Futsal Femminile in serie D, dove vince Campionato, Coppa e Titolo Provinciale. Nella Stagione 2024-2025 assume la guida della Rappresentativa Femminile di Calcio a 5, con cui diventa Campione d'Italia al Torneo delle Regioni in Emilia Romagna, dopo 17 anni dall'ultimo titolo iridato: unico Commissario Tecnico nella storia del Torneo a vincere tre titoli con tre rappresentative diverse (Under 15, Under 23 e Femminile).

### Attività tecnica
È autore di sei libri: "Il portiere di Calcio a 5", "Calcio a 5 - Nuove esercitazioni per il portiere"; "Il portiere di calcio a 5: analisi del ruolo e metodologia di allenamento"; “Il portiere di Futsal: esercizi per Saletta” (testo benefico pro terremotati di Saletta – Rieti); “Esercitazioni per portieri di futsal:due scuole a confronto”, scritta con la brasiliana Academia Goleiros de futsal; a gennaio 2021 esce il suo nuovo testo: “Il portiere di futsal: evoluzione del ruolo”; nel 2024 esce "L'allenamento del portiere di futsal" scritto con Marco Di Matteo. Ha inoltre collaborato come co-autore alla stesura di altri 4 manuali didattici, rispettivamente di Alessandro Nuccorini e Roberto Menichelli, curandone le sezioni dedicate al portiere. Autore di oltre 70 rubriche presso la rivista Futsal Fashion. Dal 2010 è Tecnico di I livello a Coverciano, dove dal 2008 è docente esterno ai Corsi Master di I Livello. Nel 2012 fonda l'Associazione “virtuale” A.I.P.P.F. (Associazione Italiana Preparatori Portieri Futsal), di cui ne è l'attuale Presidente. Nel 2013 crea la “Scuola Portieri Futsal David Calabria”, attualmente attiva a Roma, una vera e propria “Università” nella preparazione dei portieri. Nel 2017 viene nominato Responsabile della Formazione dei Preparatori Portieri di Futsal, presso il Futsal Lab per la Divisione Calcio a 5. Nel 2022, con la sua ventennale attività di promozione del ruolo, contribuisce allo storico riconoscimento della figura del Preparatore di portieri di futsal, che sfocia nel primo storico corso del 2024. 

## Record
- Record di punti in serie C =  Torrino: 2000
- record di vittorie (34 partite vinte su 34 giocate) in un campionato nazionale di serie A.

## Palmarès

### Giocatore
- Coppa Italia: 1
  - ITCA Torino: 1996-97
- Supercoppa italiana: 1
  - ITCA Torino: 1997
- Scudetto juniores Tevere Remo 1988
- Campione del mondo universitario Parma 1990
- 1º posto Mundialito Milano 1994

### Allenatore
- Vittoria Campionato junioresTitolo Provinciale = Fiumicino : 1994–1995
- Vittoria Campionato juniores Titolo Regionale = Fiumicino : 1994–1995
- Vittoria Campionato serie D Titolo Provinciale = Fiumicino : 1995–1996
- Vittoria Campionato serie D Coppa Play Off = Fiumicino : 1995–1996
- Vittoria Campionato serie C = Torrino : 2000–2001
- Vittoria Campionato serie B = Torrino 2001–2002
- Campione d'Italia rappresentativa juniores = calcio a 5 Lazio : 2005
- Vittoria Torneo delle Regioni = (fase interregionale) Rappresentativa Lazio: 2006
- Campione d'Italia = Lazio calcio a 5 femminile: 2013-2014
- Vittoria Coppa Italia = Lazio calcio a 5 femminile: 2013-2014
- Campione d'Italia = rappresentativa giovanissimi calcio a 5 Lazio : 2016
- Vittoria Campionato Serie D = Progetto Futsal c5 femminile 2018-2019
- Vittoria Coppa Serie D e Play Off = Progetto Futsal c5 femminile 2018-2019
- Vittoria Campionato Serie C = Progetto Futsal c5 femminile 2019-2020
- Vittoria Campionato Serie A2 Vittoria Play Off = Progetto Futsal c5 femminile 2021-2022
- Vittoria Campionato di Serie D = Progetto Futsal Femminile 2023-2024
- Vittoria Coppa Provinciale Serie D= Progetto Futsal Femminile 2023-2024
- Vittoria Coppa Play off Serie D = Progetto Futsal Femminile 2023-2024
- Campione d'Italia Rappresentativa Regionale Lazio Femminile calcio a 5 nel 2024-2025.